# Edyta Piecha
Edyta Maria Piecha (fr. Édith-Marie Pierha; ros. Эдита Станиславовна Пьеха; ur. 31 lipca 1937 w Noyelles-sous-Lens we Francji) – radziecka i rosyjska piosenkarka polskiego pochodzenia.

## Życiorys
Córka polskiego górnika pracującego w kopalniach francuskiego departamentu Pas-de-Calais, Stanisława Piechy i Felicji Korolewskiej. W 1945 roku wraz z matką i ojczymem Janem Gołąbem, działaczem komunistycznym, przyjechała do Polski i zamieszkała w Boguszowie.
Ukończyła liceum pedagogiczne w Wałbrzychu. Po maturze wyjechała z Polski na studia do Związku Radzieckiego. Od 1955 roku studiowała psychologię na Wydziale Filozofii Uniwersytetu Leningradzkiego, a od 1956 roku równocześnie uczyła się śpiewu i kompozycji w Konserwatorium Leningradzkim.
Debiutanckim występem na koncercie noworocznym 1955/1956 jako solistka studenckiego zespołu muzycznego Drużba zdobyła popularność. Spowodowało to, że poświęciła się karierze estradowej w ZSRR. Współpracowała z kierownikiem wspomnianego zespołu studenckiego Aleksandrem Broniewickim, który został jej pierwszym mężem. Początkowo – w latach pięćdziesiątych XX wieku – śpiewała głównie piosenki polskie, jak np. Czerwony autobus i Deszczyk.
Pierwszym jej zagranicznym występem był koncert we Wrocławiu w 1964 roku. W następnych latach wielokrotnie koncertowała za granicami ZSRR, m.in. w 1972 roku w Monachium na XX Igrzyskach Olimpijskich, w Afganistanie, Australii, Austrii, Boliwii, Kostaryce, Francji, Wenezueli, USA oraz krajach bloku wschodniego, przede wszystkim w NRD, dokąd wyjeżdżała 35 razy.
13 października 1988 roku otrzymała tytuł Ludowego Artysty ZSRR. Śpiewa piosenki kompozytorów rosyjskich, m.in. Aleksandry Pachmutowej. Jako pierwsza piosenkarka radziecka stworzyła własny styl występowania na estradzie. Znana z długich szalów i powłóczystych kreacji, z których kilka zaprojektował dla niej Sława Zajcew.
Mieszka na stałe w Sankt Petersburgu. Jej urodzony w 1980 roku wnuk Stanisław Piecha (syn jedynej córki Ilony Broniewickiej) poszedł w jej ślady i również został piosenkarzem.
W 2015 roku telewizja rosyjska nakręciła serial Urodzona gwiazda (ros. Рожденная звездой) oparty na biografii Edyty Piechy. Bohaterka serialu, rosyjska piosenkarka nazywa się Klaudia Kowal. Główne role w serialu zagrali: Marina Aleksandrova i Igor Petrenko. W Polsce serial był emitowany na kanale TVP2 w roku 2021. 